# Diecezja Toledo (Brazylia)
Diecezja Toledo (łac. Dioecesis Toletanus in Brasilia) – diecezja rzymskokatolicka w Brazylii. Siedziba mieści się w Toledo w stanie Parana.

## Historia
Diecezja Toledo została erygowana 20 czerwca 1959 roku konstytucją apostolską Cum venerabilis papieża Jana XXIII jako sufragania archidiecezji kurytybskiej. Diecezja powstała poprzez wyłączenie z terytorium prałatury terytorialnej Foz do Iguaçu.
Przekształcenia terytorialne:
- 16 grudnia 1965: wydzielenie diecezji Guarapuava;
- 5 maja 1978: wydzielenie diecezji Cascavel i diecezji  Foz do Iguaçu.

Od 16 października 1979 r. diecezja Toledo wchodzi w skład metropolii Cascavel.

## Biskupi Toledo
- Armando Círio OSI (14 maja 1960 – 5 maja 1978, następnie biskup Cascavel)
- Geraldo Majella Agnelo (5 maja 1978 – 4 października 1982, następnie arcybiskup Londriny)
- Lúcio Ignácio Baumgaertner (2 lipca 1983 – 27 grudnia 1995, następnie arcybiskup Cascavel)
- Anuar Battisti (15 kwietnia 1998 – 29 września 2004, następnie arcybiskup Maringá)
- Francisco Carlos Bach (27 lipca 2005 – 3 października 2012, następnie biskup São José dos Pinhais)
- João Carlos Seneme CSS (od 26 czerwca 2013)